# LRG1
LRG1‏ (Leucine rich alpha-2-glycoprotein 1) هوَ بروتين يُشَفر بواسطة جين LRG1 في الإنسان.